# Claire Williams
Claire Williams, née le 21 juillet 1976, a été la directrice générale adjointe (« Deputy team principal ») de l'écurie de Formule 1 Williams de 2013 à 2020.

## Biographie
Claire Williams est la fille de Frank Williams, fondateur de l'écurie de Formule 1 Williams F1 Team et de Lady Virginia Williams décédée en 2013. Claire Williams est diplômée en sciences politiques de l'université de Newcastle upon Tyne en 1999. Après son diplôme, elle devient responsable de la presse pour le circuit de Silverstone, puis rejoint l'entreprise familiale en 2002 en tant que chargée de communication. En 2010, elle devient la directrice du marketing et de la communication de Williams. Quand Frank Williams quitte le conseil d'administration de l'entreprise en mars 2012, sa fille prend sa place.  En mars 2013, elle devient la directrice générale adjointe de l'écurie, présente dans le stand et sur le muret Williams à tous les Grand Prix, tout en conservant la direction du secteur commercial. 
Elle quitte ses fonctions, à l'issue du Grand Prix d'Italie le 6 septembre 2020, à la suite du rachat de l'écurie par le fonds d'investissement américain Dorilton Capital. 
Elle donne naissance à un garçon en octobre 2017.
En 2025, avec l'appui de James Vowles, directeur de Williams, elle devient ambassadrice auprès de la banque espagnole Santander, un sponsor de l'écurie amené par Carlos Sainz Jr..